# Gnathosaurus
Lo gnatosauro (Gnathosaurus subulatus) era uno pterosauro appartenente agli ctenocasmatidi. Con un'apertura alare di 1,7 metri, un becco lungo 28 cm ed una piccola cresta sul muso, era uno pterosauro di grandezza media.

## Un errore durato un secolo
Sebbene fosse un rettile alato, quando fu scoperta la sua mascella nella Germania del 1800, molti paleontologi credevano che avessero a che fare con un coccodrillo, che nominarono Crocodylus multidens. Solo un secolo dopo, nel 1951, si capì, con la scoperta del cranio, che il coccodrillo era in realtà uno pterosauro.

## Dieta
La dieta di Gnathosaurus è ancora oggi ipotetica: i denti sistemati a forma di cucchiaio, dovevano servire per catturare piccoli animali dall'acqua.